# Julien J. Studley
Julien J. Studley (tên khai sinh Julien Joseph Stuckgold; 14 tháng 5 năm 1927 – 13 tháng 10 năm 2015) là một nhà môi giới bất động sản người Mỹ và người sáng lập Julien J. Studley Inc (nay là Savills Studley).

## Tiểu sử
Julien Joseph Stuckgold sinh ra trong một gia đình Do Thái ở Brussels, con trai của Max và Marsha Stuckgold. Cha mẹ ông đều là người nhập cư Do Thái đến Bỉ từ Ba Lan. Anh ấy có một em trai George. Năm 1940, gia đình ông chuyển đến Pháp để thoát khỏi sự khởi đầu của Thế chiến II và sau đó chuyển đến Cuba, nơi ông học việc như một thợ cắt kim cương. Năm 1943, gia đình ông chuyển đến thành phố New York, nơi họ có người thân và đổi họ của họ thành "Studley". Anh ta có bằng tốt nghiệp trung học và đầu tiên làm việc trong ngành kinh doanh kim cương và sau đó là một nhân viên bán bất động sản tập sự, nơi một đồng hương Do Thái của anh ta giúp thuê mặt bằng ở Khu may mặc. Năm 1950, anh được đưa vào Lực lượng Vệ binh Quốc gia Hoa Kỳ, nơi anh phục vụ trong một đơn vị tuyên truyền và sau khi xuất ngũ, anh làm công việc môi giới bất động sản với Brett, Wyckoff, Potter & Hamilton. Năm 1954, sau khi bị sa thải vì một sự cố không tên, ông đã có được giấy phép của người môi giới và bắt đầu công ty môi giới thương mại của riêng mình, Julien J. Studley Inc, mà ông điều hành ra khỏi căn hộ của mình. Công ty của ông hoạt động như một đại lý độc quyền cho người thuê thương mại đại diện cho họ trong các cuộc đàm phán cho thuê với chủ nhà và nhà phát triển. Năm 2002, ông đã bán công ty, sau đó với hơn 400 nhà môi giới và 25 văn phòng, với giá 20 triệu đô la  để liên kết các thành viên của công ty và thành lập công ty quản lý và đầu tư bất động sản của riêng mình, Studley New Vista Associates. Năm 1963, Studley đã xuất bản Báo cáo Studley, một bản tin hàng tháng cung cấp một bản tóm tắt thời gian thực về tất cả các không gian văn phòng có sẵn ở Manhattan.
Năm 2014, Savills đã mua Studley Inc với giá 260 triệu đô la, đổi tên thành Savills Studley.

## Từ thiện
Studley đã được cấp bằng danh dự của Đại học Thành phố New York  và từng là chủ tịch của Trường mới, nơi ông đã tài trợ cho Chương trình sau đại học Julien J. Studley về các vấn đề quốc tế tại Trường mới. Ông cũng là một nhà tài trợ nổi bật cho Trung tâm tốt nghiệp Đại học Thành phố và Trung tâm Nghệ thuật biểu diễn và Hiệp hội điện ảnh Lincoln.

## Cuộc sống cá nhân
Năm 1976, ông kết hôn với người vợ đầu, kém ông 30 tuổi, họ có một con trai Jacob nhưng sớm ly dị. Sau đó, ông kết hôn với Jane Studleyvà có một con là Nijun.
Một cuốn sách của Peter Hellman Định hình đường chân trời: Thế giới Theo Tầm nhìn Bất động sản Julien Studley ghi lại cuộc đời ông.